# Costa de Ningaloo
A Costa de Ningaloo é um recife de corais localizado na costa noroeste da Austrália, com aproximadamente 1200 km ao norte de Perth. O recife tem 260 km de comprimento e é o maior recife de corais da Austrália e o único grande recife próximo a alguma massa de terra.

## Reputação
É conhecida por suas concentrações sazonais de tubarão baleia e dos debates sobre conservação e o desenvolvimento do turismo sustentável. Em 1987 o recife e os arredores foram designados como Parque Marinho Ningaloo. Em 2001 o recife e os arredores foram inscritos como Patrimônio Mundial da UNESCO  por: "suportar uma variedade de espécies raras que contribuem à excepcional biodiversidade marinha e terrestre da região"

## Espécies

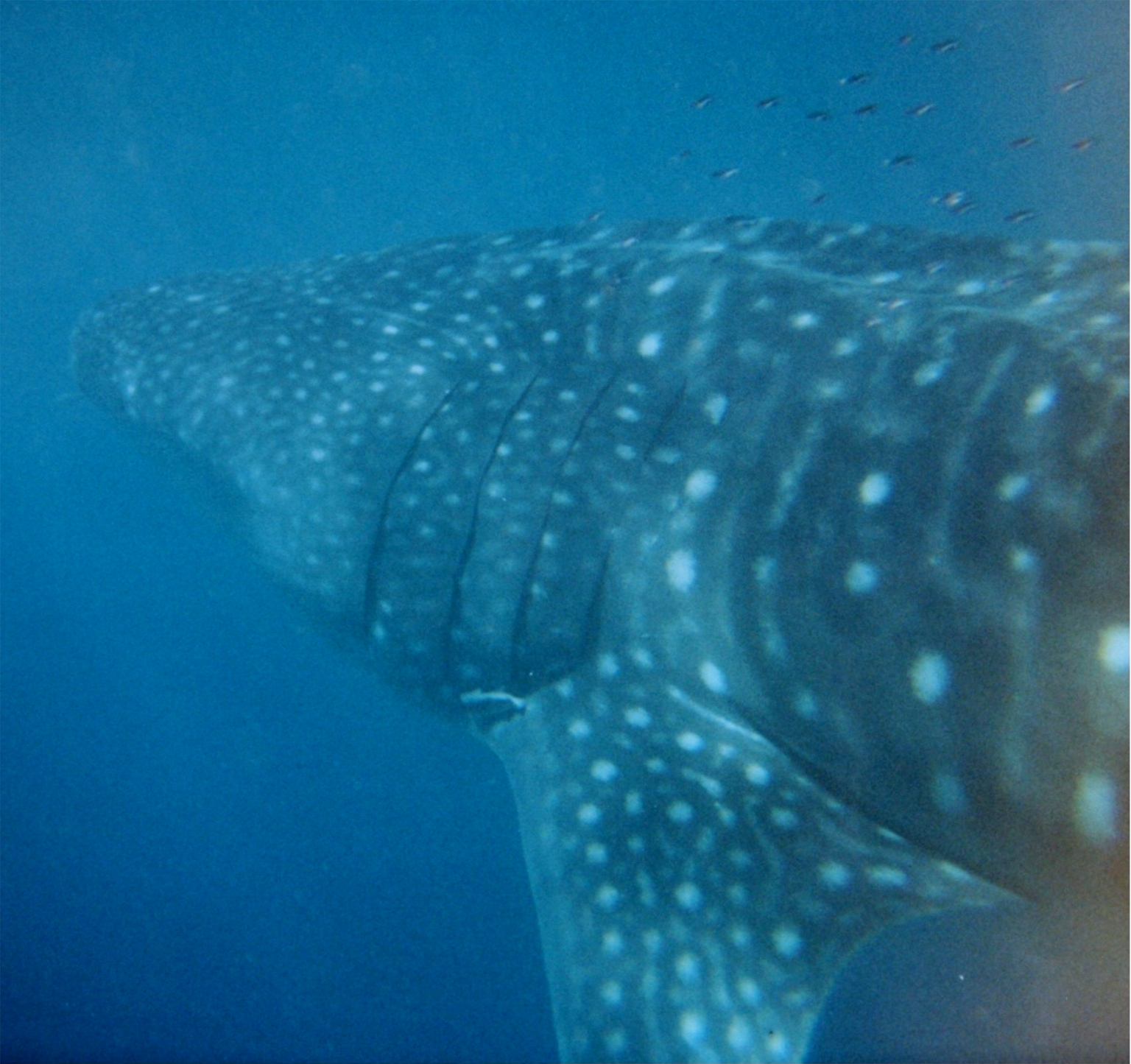
Um tubarão baleia na Costa de Ningaloo

Muito famosa pela grande quantidade de tubarões baleia que aqui se alimentam de Março a Junho, o recife também é rico em corais e outras formas de vida marinhas. Durante o inverno, o recife é parte das rotas migratórias para golfinhos, dugongos, arraias jamanta e baleias jubarte. As prais do recife são um local importante para alimentação de algumas espécies de tartarugas. Também usam o recife como ninho. Ningaloo suporta uma abundância de peixes (500 espécies), corais (300 espécies), moluscos (600 espécies) e muitos outros invertebrados marinhos. O recife é menor de 500 quilômetros em algumas áreas como em Coral Bay.
Em 2006, pesquisadores do Instituto Australiano de Ciência Marinha descobriram nas águas profundas do parque, jardins de esponjas, espécies completamente novas para a ciência.

## Zonas dos Parques Marinhos
1. Zona Santuária de Bundegi
2. Zona Santuária de Murat
3. Zona Santuária de Lighthouse Bay
4. Zona Santuária de Jurabi
5. Zona Santuária de Tantabiddi
6. Zona Santuária de Mangrove
7. Zona Santuária de Lakeside
8. Zona Santuária de Mandu
9. Zona Santuária de Osprey
10. Zona Santuária de Winderabandi
11. Zona Santuária de Cloates
12. Zona Santuária de Bateman
13. Zona Santuária de Maud
14. Zona Santuária de Pelican
15. Zona Santuária de Cape Farquhar
16. Zona Santuária de Gnarraloo Bay
17. Zona Santuária de 3 Mile
18. Zona Santuária de Turtles
19. Zona Santuária de South Muiron
20. Zona Santuária de North Muiron
21. Zona Santuária de Sunday Island

- Fonte: (2005) Ningaloo Marine Park sanctuary zones and Muiron Islands marine management areas [material cartográfico] Perth, W.A.: Dept. of Conservation and Land Management. Scales vary ; Mercator proj. (E 113°24'--E 114°25'/S 21°38'--S 23°59'). Dados Geocêntricos da Austrália 1994 (GDA94)